# Rock suisse
 (septembre 2018).
Si vous disposez d'ouvrages ou d'articles de référence ou si vous connaissez des sites web de qualité traitant du thème abordé ici, merci de compléter l'article en donnant les références utiles à sa vérifiabilité et en les liant à la section « Notes et références ».
Le rock suisse désigne le rock interprété par des groupes et artistes suisses. La scène rock suisse est très hétéroclite, avec des groupes d'envergure allant du folk au  black metal, en passant par le hard rock et le punk. Les séparations linguistiques et culturelles de la Suisse se répercutent d'ailleurs sur les groupes, sous l'influence des scènes française ou allemande.

## Histoire

### Années 1950-1970
Le rock 'n' roll pénètre en Suisse dans les années 1950 avec le succès de groupes américains. Les premiers artistes suisses apparaissent dans les années 1960 et se font connaître aussi en France comme Les Aiglons, The Kinks-Swiss, Larry Gréco, et Richard et Samuel.
Le groupe Krokodil est très influent et apporte le premier le rock progressif en Suisse. Composé de vétérans de la scène de Zurich, Walty Anselmo et Düde Dürst avec Mojo Weideli un bassiste anglais Terry Stevens, Krokodil utilisent des instruments exotiques comme le sitar. Le rock progressif est aussi représenté par Marco Zappa chantant en italien, par les francophones de Pacific Sound et de Galaad et surtout par Flame Dream, Patrick Moraz (clavieriste notamment de Yes). Mentionnons également Deyss, Dream Dust, Clepsydra, Dragonfly, et Shakary.
Pour le hard rock on peut citer Toad, Gotthard, Sideburn mais surtout Krokus qui devient rapidement le plus connu de groupes de hard rock. 
Leur album Headhunter de 1983 se vend à deux millions d’exemplaires et devient ainsi la meilleure vente de l’histoire en Suisse et leur permet de percer aux États-Unis et dans d’autres pays. Depuis les années 1980 un groupe genevois a fait parler de lui, Rash Panzer. Découvert par le groupe français Trust, celui-ci produit un single d'abord avant que le groupe enregistre un EP (Rock'n Roll Street) et fasse une tournée américaine en 1989. En 2013, ils remettent ça avec un nouvel album, Back on the Rocks, toujours produit par Dennis Weinreich.
À la même période, coexistent de nombreux groupes influents de punk rock et de pub rock dont Looney Tunes, The Swiss Horns, Red Devil Band, Circus from Basel, et Irrwisch.

### Années 1980-1990
Au début des années 1980, le groupe Celtic Frost émerge de Zurich, et produit des albums clés comme To Mega Therion qui révolutionnent le heavy metal. Dans la foulée de Celtic Frost, Tom G. Warrior participera à un autre groupe de metal suisse considéré comme culte, Coroner. Toujours dans la même veine, on peut aussi citer le groupe valaisan Samael, qui a débuté en pratiquant un black metal digne des fondateurs du genre, avant de se forger un style plus personnel.
C'est avec le groupe de cold wave Grauzone que Stephan Eicher commence sa carrière au début des années 1980, notamment avec le succès international Eisbär. En 1985 est fondé le groupe suisse pouvant être cité comme le plus influent au niveau international, The Young Gods, groupe de rock industriel, qui a su évoluer, explorant des univers divers, chantant tantôt en français, tantôt en anglais.
Dans les années 1990, Gotthard, pratiquant un hard rock semblable à Krokus, devient reconnu internationalement. Dans la seconde moitié des années 1990, c'est le groupe de punk-rock lausannois Troubadour, issu du mouvement squat, qui devient la référence du rock alternatif en Suisse de par ses concerts undergrounds[réf. souhaitée].

### Années 2000-2010
Le rock celtique est aussi connu en Suisse par ses racines helvètes à consonances festives. Le groupe Glasnost Helvético en est le parfait exemple depuis 2002 puisqu'il a su mélanger les instruments celtes comme la cornemuse et la flûte à ses guitares folk et électrique. Le groupe peut être défini comme helvético-celtico-rock ce qui donne une nouvelle variante du rock dans le monde de la musique. On peut aussi citer Eluveitie, qui est un groupe de folk metal d'inspiration death metal mélodique.
Le rock psychédélique suisse produit des groupes comme The Shiver, Brainticket, The Schwartzes et Ertlif. Le Sinus Studio de Berne est longtemps le studio le plus influent en Suisse.

## Régions

### Scène francophone
Dès le début des années 1960, Lausanne possède des lieux où se produisent les groupes de rock suisse romands, comme Le Caveau de la Tour, dirigé par Jacky Reinhart et les maisons des jeunes. S'y sont produits entre autres Les Aiglons, Les (faux) Frères, Les Aigles noirs, Larry Greco, Les Anges Blancs, Les Sorciers, Les Sagones. L'ouverture de la Dolce Vita à la fin des années 1980 contribue fortement au développement de la culture rock en Suisse romande (Lausanne Rock City[réf. nécessaire]). Fermée en 1999, deux salles, ouvertes[Quand ?], lui succèdent : le Romandie et les Docks. La scène rock lausannoise est par ailleurs assez riche, avec des groupes comme Sludge, Ventura, Rockstalgy, Kruger, Houston Swing Engine, ou Sigurd et des soirées spéciales comme le Lôzane's Burning, qui a désormais lieu régulièrement.
Fribourg, ville universitaire, possède des clubs de rock comme Fri-Son (depuis 1983) et le Nouveau Monde (depuis 1995), où se côtoient artistes internationaux et locaux. C'est à Fribourg que fut formé le célèbre groupe international The Young Gods. Le label rock indépendant Saïko records, hébergeant notamment le groupe de post-rock Beautiful Leopard, ainsi que le studio d'enregistrement La Fonderie sont également basés à Fribourg.
L'Usine a, comme la Rote Fabrik, un rôle important dans la scène rock et metal en Suisse romande à Genève. La Case à Chocs (depuis 1991) est la principale[réf. nécessaire] scène de Neuchâtel.

### Scène germanophone
Zurich a une place prépondérante dans l'histoire du rock suisse, en particulier avec la Rote Fabrik, scène alternative s'il en est.